# Боен катер
Боен катер – събирателен термин, обобщаващ бойните кораби с малка водоизместимост (катерите), предназначени за изпълняване на бойни задачи, като правило, в крайбрежните води. В класификацията на ВМС на СССР (Руската Федерация) собствено няма бойни катери. Събирателно, тук могат да се отнесат всички типове кораби, имащи в името „катер“ и влизащи в класа на „бойните кораби“.
Някои автори използват термина разширително, включвайки в него корабите със специално предназначение и спомагателните съдове, а също така и корабите за охрана на границата, бреговата охрана, океанските патрулни кораби (характерни за Великобритания) и подобни. Общ признак за всички е малката водоизместимост.
Западната класификация не прави строго различие между бойните катери и следващите по размер типове кораби – корвети, – обединявайки ги в класа на леките ударни сили (на английски: Fast Attack Craft, или FAC).

## История
Макар под бойни катери да се разбират катерите на парната епоха и по-късно, уверено може да се заяви, че катерите се използват за военни цели от самото им появяване. При появата на катера – малък съд в противоположност на кораба, той е приспособен за бойно използване. В античните източници (Диодор Сицилийски, Омир) има упоминания за военно използване на катерите. Като следва да се отбележи, че самоте автори говорят за това, като за нещо отдавна известно.
В епохата на ветрилата действията на катерите в крайбрежната зона, където е плитко, а ветровете са неустойчиви, често са решаващ фактор в контрола над морската акватория. Например, по време на Северната война завладяването на Нева по цялото ѝ течение е осъществено именно от катери. Появяват се катери специална постройка, такива като шхербот или дубел лодката. По-късно, по време на Датската кампания 1806—1807 г., Британския Кралски флот дълго време не е в състояние да озигури охраната на корабоплаването в Балтийско море независимо от разгрома на датския флот при Копенхаген.
Парните бойни катери за първи път са използвани от руския флот под командването на Степан Осипович Макаров по време на руско-турската война от 1877—1878 г.. Тогава успешно действат парни катери с буксируеми и прътни мини, а след това и с торпеда. Тези минни катери слагат началото на торпедните катери, които са широко използвани във флотите през Първата и особено във Втората световни войни.
Ниската цена и лекотата за приспособяването им за военни цели осигуряват широтата на упортебата на катери във войните от всяка епоха. Като преправянето и приспособяването на граждански съдове във военни е не по-малко важно от строежа на специалните бойни катери. Например, сред 23 типа, предлагани през 2008 г. от корпорацията ЦКБ „Алмаз“, 12 са на основата на грацдански прототипи.

## Конструкция
Сред катерите има представители на всички известни и много от експерименталните конструкций, които някога са изобретявани в корабостроенето. Например, според конструкция на подводната част – килеви и плоскодънни, с редани или без тях, кораби с малка площ на водолинията (КМПВ), скегови, кораби с носещ подводен обем и т.н.; според принципа на движение биват: водоизместващи, глисиращи, на подводни криле, на въздушна възглавница, на екранен ефект. Според вида на двигателя се подразделят на моторни и газотурбинни и т.н.

## Най-популярни типове катери

### Чисто бойни катери
- ракетни
- торпедни
- противолодъчни
- бронекатери

### Катери със специално предназначение
- Противоминни (катерни тралчици)
- Десантни

### Морски спомагателни съдове
- Катери-торпедоловци

### Рейдовиспомагателни съдове
- Рейдови буксири
- Съдове за размагнитване

### Катери за гранична охрана
- Стражеви катери

Корабите на Бреговата охрана (преди Морски части на Гранични войски) на Руската Федерация имат собствена класификация, в съответствие с която граничните кораби еднотипни с корабите на ВМС се класифицират с ранг нагоре. Така например, проекта 205П „Тарантул“ (класификация на НАТО „Stenka“), по всички признаци съответстващ на катер, се отнася към граничните стражеви кораби от 3 ранг (ПСКР).